# Zebrus zebrus
Zebrus zebrus är en fiskart som först beskrevs av Risso 1827.  Zebrus zebrus ingår i släktet Zebrus och familjen smörbultsfiskar. IUCN kategoriserar arten globalt som livskraftig. Inga underarter finns listade i Catalogue of Life.

## Bildgalleri

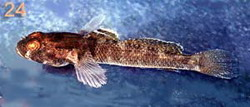